# Моретти, Тобиас
 Тобиас Моретти  (нем. Tobias Moretti; род. 11 июля 1959, Грис-на-Бреннере, Австрия) — австрийский актёр театра и кино, режиссёр, музыкант.

## Биография
Родился 11 июля 1959 года. Настоящая фамилия — Блёб. Моретти — девичья фамилия его матери.
Мать была итальянкой. С детства серьезно занимался музыкой. Учился на отделении композиции в Венском университете музыки и драмы. Окончил актёрскую школу Отто Фалькенберга в Мюнхене. По окончании — актёр театров Баварии. С 1986 года — актёр Мюнхенского театра «Каммершпиль». Работал в Италии с всемирно известным театральным режиссёром Джорджо Стрелером (именно в это время взял сценический псевдоним — фамилию матери — Моретти).
Не сразу открыл в себе актёрское призвание. Обладатель незаурядных музыкальных способностей учился на композитора в Венской музыкальной консерватории, в 1980 году поступил в Фалькенбергскую драматическую школу в Мюнхене, где его быстро заметили театр Резиденц и театр Каммершпиль.
В России и во всём мире известен благодаря роли инспектора полиции Рихарда Мозера в сериале Комиссар Рекс.
Тобиас Моретти играет на пианино, органе, гитаре, кларнете и перкуссии. Также увлекается скалолазанием, лыжным и санным спортом, каноэ и автогонками, заядлый мотоциклист. В 1997 году получил диплом агронома. Также Тобиас Моретти не обделён кулинарными талантами — он приобрёл известность как автор уникальных рецептов.
Проживает в Инсбруке на собственной ферме.
Продолжает сниматься в кино.
Выступил как театральный режиссёр — поставил оперу Вольфганга Амадея Моцарта «Дон Жуан» в театрах Брегенца и Цюриха.
С 1997 года занимается фермерством, имеет животноводческую ферму близ Инсбрука, Австрия. Женат, имеет троих детей.

## Семья
Жена Джулия, дочь Антония (1998), сын Ленц (2000), дочь Роза (2011).

## Фильмография
- Людвиг ван Бетховен (2020) — Людвиг ван Бетховен
- Тайная жизнь (2019) - священник Фердинанд Фюртхауэр
- Максимилиан (2017) — император Фридрих III
- Тёмная долина (2014) — Ханс Бреннер
- Йоко «Yoko» (2012) - Тор ван Шнайдер
- Виолетта (2011) Violetta — полковник Антон Хюпнер
- Еврей Зюсс (2010) — Фердинанд Мариан
- Я, Дон Жуан (2009) — Казанова
- Чёрные цветы (2009) - Майкл Роддик
- Полтора рыцаря: В поисках похищенной принцессы Херцелинды (2008) 1 1/2 Ritter — Auf der Suche nach der hinreißenden Herzelinde … Чёрный Рыцарь
- Долина смертной тени (ТВ) (2008) Das Jüngste Gericht … Томас Дорн
- Главный свидетель (ТВ) (2007) Der Kronzeuge … Ахим Вебер
- Сокровища капитана Флинта (ТВ) (2007) Die Schatzinsel — Джон Сильвер
- Ты слушай меня (ТВ) (2007) Du gehörst mir … Вольф
- Летнее безумие (2007) Peteris
- Плюс 42 (2007) 42plus … Мартин
- König Ottokars Glück und Ende (ТВ) (2006) Оттокар, король Богемии
- Liebeswunsch, Der (2006) Леонхард
- Рецепт на убийство (ТВ) (2006) Mord auf Rezept … Луис Крамар
- Käthchens Traum (ТВ) (2004) Wetter vom Strahl
- Каждый (ТВ) (2004) Jedermann … Jedermanns guter Gesell / Дьявол
- Return of the Dancing Master, The (ТВ) (2004) Штефан Линдман
- Schwabenkinder (ТВ) (2003) Kooperator
- Юлий Цезарь (ТВ) (2002) Julius Caesar … Гай Кассий
- Hund kam in die Küche, Ein (ТВ) (2002) Stefan Schuster
- Gefährliche Nähe und du ahnst nichts (ТВ) (2002) Harry Möllemann
- Андреас Хофер 1809: Свобода орла (ТВ) (2002) 1809 Andreas Hofer — Die Freiheit des Adlers … Andreas Hofer
- Прогулка по городу (ТВ) (2002) All Around the Town … Billy Hawkins aka Bic
- Narr und seine Frau heute Abend in Pancomedia, Der (ТВ) (2002) Zacharias Werner
- Танец с дьяволом — Похищение Рихарда Эткера (ТВ) (2001) Tanz mit dem Teufel — Die Entführung des Richard Oetker, Der … Georg Kufbach
- Тайны мумии (ТВ) (2000) Das Tattoo — Tödliche Zeichen … Karl
- Когда мужчины верят женщинам (ТВ) (2000) Wenn Männer Frauen trauen … Paul
- Иосиф из Назарета (ТВ) (2000) Amici di Gesù — Giuseppe di Nazareth, Gli … Joseph
- Горный хрусталь (ТВ) (1999) Cristallo di rocca … Joseph
- Племянница и смерть (ТВ) (1999) Nichte und der Tod, Die … Jeff Meltzer
- Твои лучшие годы (ТВ) (1999) Deine besten Jahre … Manfred Minke
- Тени (ТВ) (1999) Ombre … Davide Berger
- Человек из группы «Альфа»: Амок (ТВ) (1999) Alphamann: Amok … Martin Buchmüller
- Смертельные враги — неверное решение (ТВ) (1998) Todfeinde — Die falsche Entscheidung … Nico Möller
- Кларисса (ТВ) (1998) Clarissa — Готфрид
- Крамбамбули (ТВ) (1998) Krambambuli … Wolf Pachler
- Сердце всегда остается молодым (1997) Herz wird wieder jung, Ein … Dr. Paul Degenhardt
- Bernauerin, Die (ТВ) (1997) Herzog Albrecht
- Мой дедушка и 13 стульев (ТВ) (1997) Mein Opa und die 13 Stühle … Ор
- Вечная песня (ТВ) (1997) Das Ewige Lied … Pastor Joseph Mohr
- Ночь ночей (ТВ) (1997) Die Nacht der Nächte
- Трудоголик (1996) Workaholic … Max Krüger
- Наш дедушка самый лучший (ТВ) (1995) Unser Opa ist der Beste … Вольфганг Ор
- Комиссар Рекс (сериал) (1994—1998) Kommissar Rex — Рихард Мозер
- Der Rausschmeißer (1990) Harry
- Проклятье (1988) Fluch, Der… Mountain rescue service
- Wilhelm Busch (ТВ) (1986) молодой Вильгельм Буш
- Дорогая, единственная — Mia, mine forever
- Плохие банки (сериал)

## Награды и премии
- Телепремия «Золотой лев / Goldener Löwe»,  1994
- Телепремия «Goldene Kabel», 1994
- Премия Баварского телевидения, 1995, 2004
- Премия «Goldene Romy», 1995, 1996, 1997, 2001, 2003, 2004, Австрия
- Премия «Telegatto», 1998, Италия
- Премия Адольфа Гримме, 1999, 2002
- Премия «Nestroy», 2005
- Премия «Gertrud-Eysoldt-Ring», 2005